# مانياس
مانياس هي بلدة وقضاء في محافظة بالق أسير بمنطقة مرمرة، تركيا. بلغ عدد السكان 6,501 نسمة في عام 2010.

## معرض صور

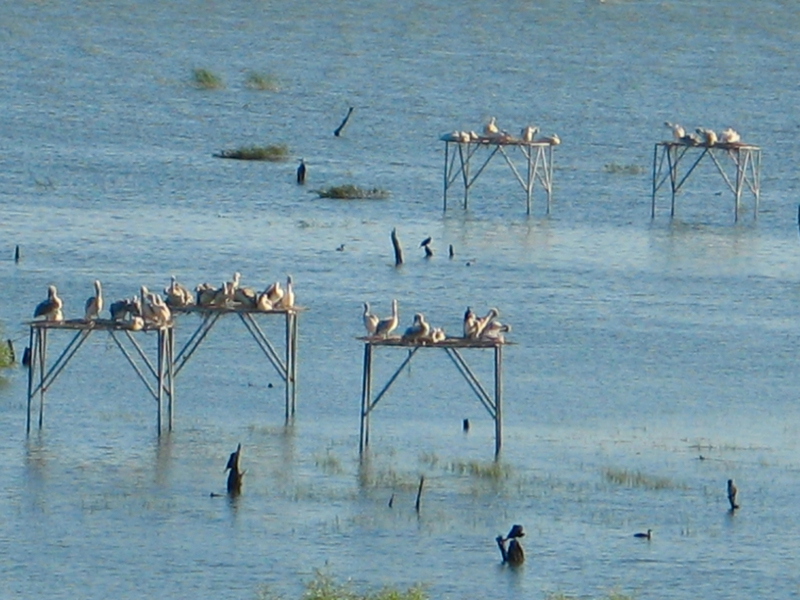
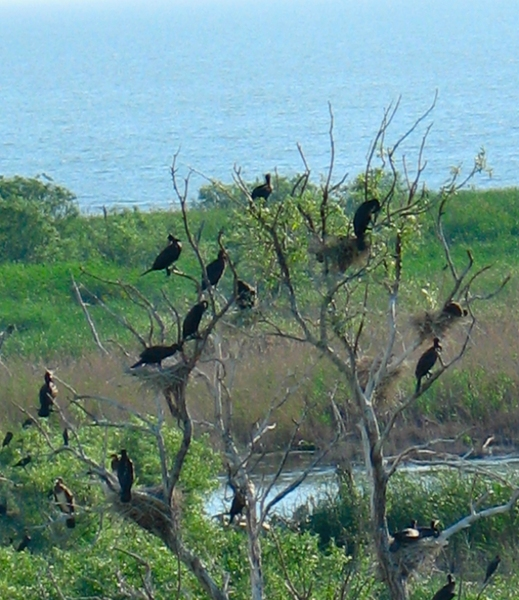
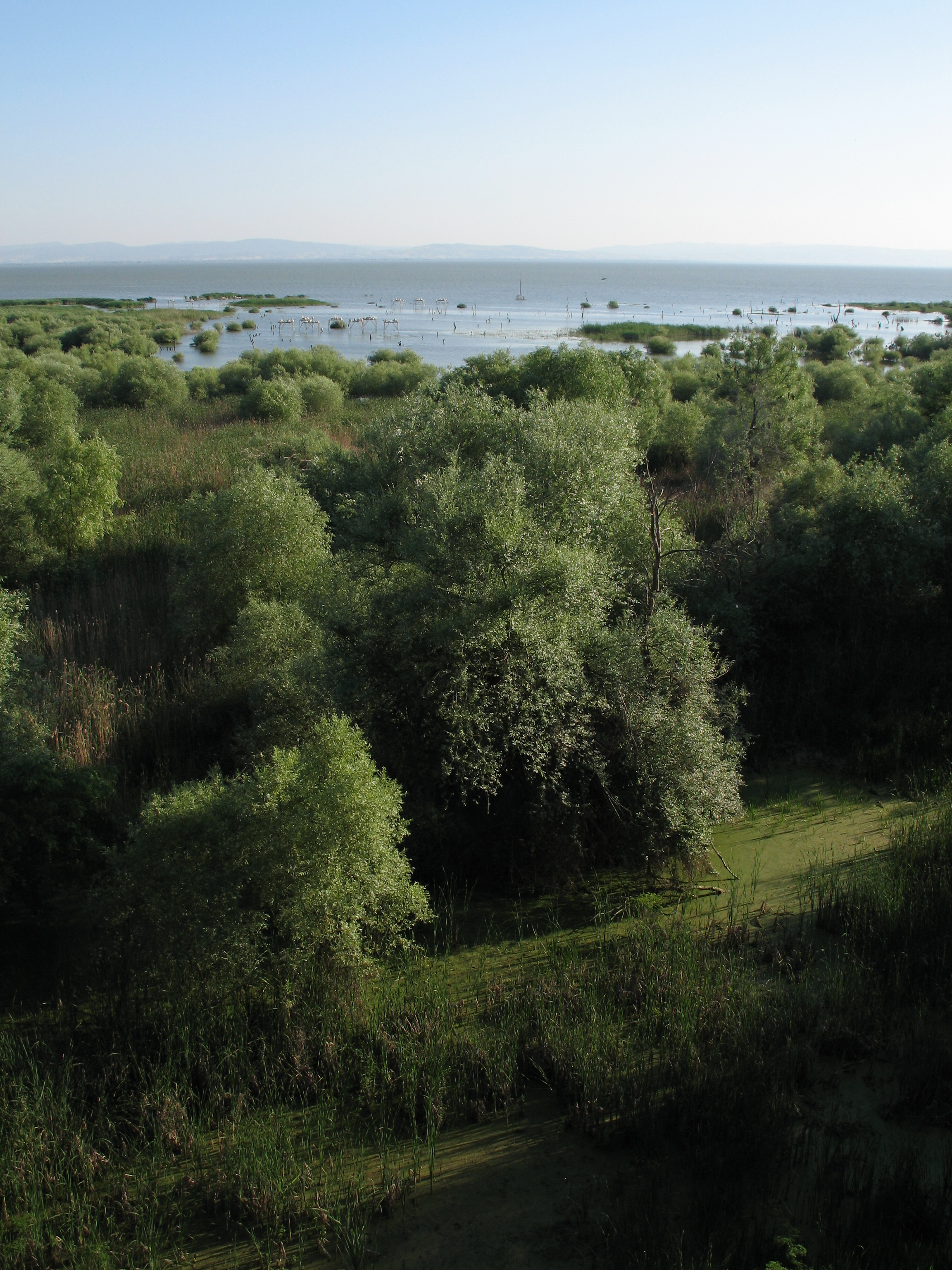
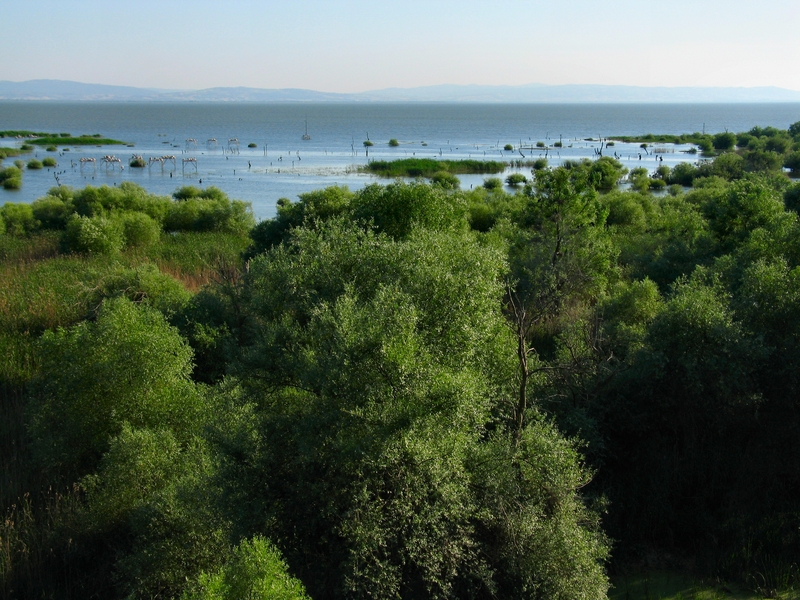
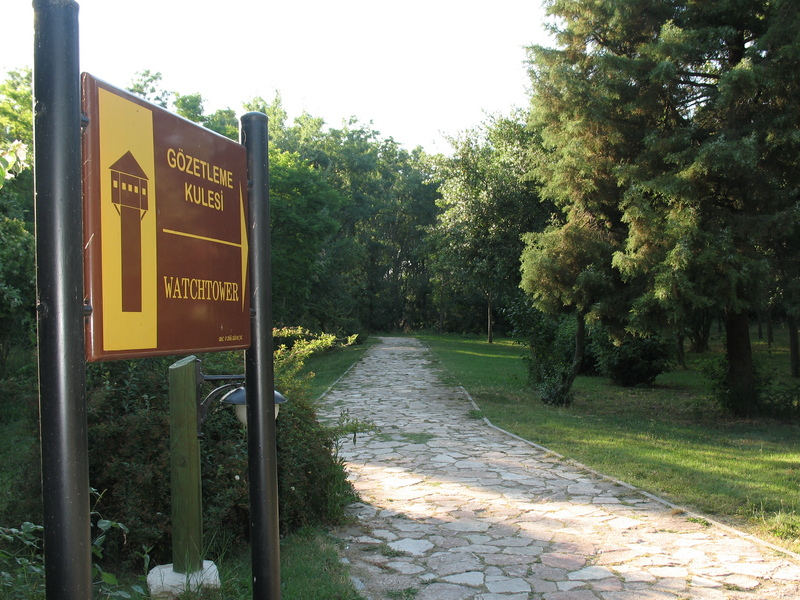